# Christine Evangelista

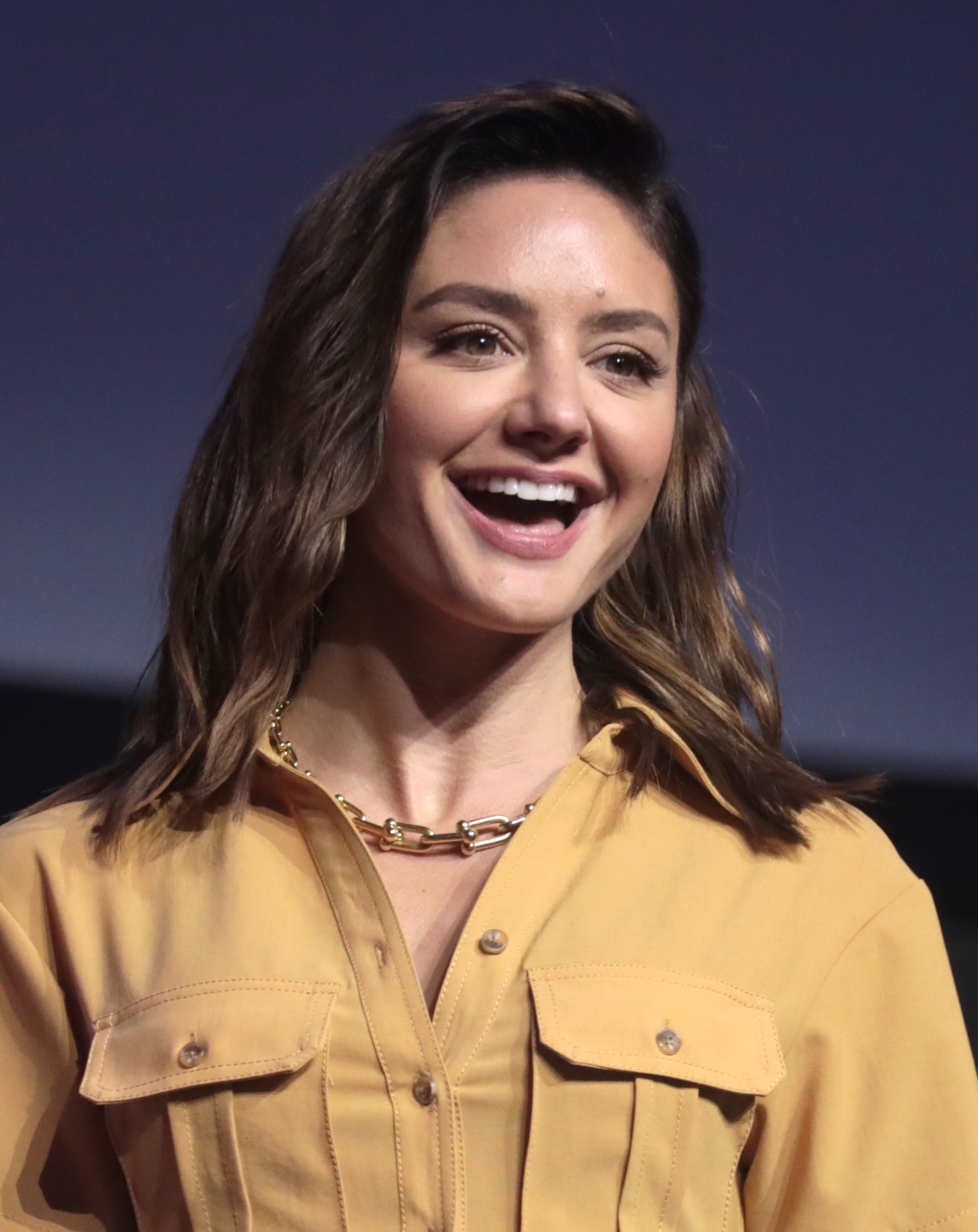
Christine Evangelista auf der WonderCon (2023)

Christine Evangelista (* 27. Oktober 1986 in Staten Island, New York) ist eine US-amerikanische Schauspielerin.

## Leben / Karriere
Evangelista wurde im New Yorker Bezirk Staten Island geboren und ist eine Cousine von Linda Evangelista. Sie besuchte die Herbert Berghof School of Acting.
Ihre Karriere begann in ihrer Heimatstadt, wo sie in verschiedenen Off-Broadway-Shows auftrat. Zudem wirkte sie in vereinzelten Folgen verschiedener Serien mit. Hierzu zählen Law & Order, White Collar, Royal Pains, Blue Bloods und 666 Park Avenue.
Im Jahr 2007 erhielt sie eine feste Rolle in der SpikeTV-Serie The Kill Point. 2013 war sie in der Drama-Serie Lucky 7, kurz darauf als Allison Rafferty in Chicago Fire zu sehen. In den folgenden Jahren trat sie zudem in The Walking Dead und The Arrangement auf.
Zu ihren Rollen in Serien war Evangelista auch in einigen Filmen zu sehen. Hierbei verkörperte sie in Red Butterfly (2014) eine Hauptrolle, während sie in Man lernt nie aus (2015) und Bleed for This (2016) nur Nebenrollen innehatte.

## Filmografie
- 2005, 2009: Law & Order (Fernsehserie, 2 Folgen)
- 2006: Conviction (Fernsehserie, eine Folge)
- 2007: Goodbye Baby
- 2007: The Kill Point (Fernsehserie, 8 Folgen)
- 2008: Canterbury’s Law (Fernsehserie, eine Folge)
- 2008: Awilda and a Bee (Kurzfilm)
- 2009: Arranged: The Musical (Kurzfilm)
- 2009: The Good Guy – Wenn der Richtige der Falsche ist (The Good Guy)
- 2009: Familie Jones – Zu perfekt, um wahr zu sein (The Joneses)
- 2009: (Original version)This Is Madness (Kurzfilm)
- 2010: Ein letzter Sommer – Harvest (Harvest)
- 2010: White Collar (Fernsehserie, eine Folge)
- 2010: Royal Pains (Fernsehserie, eine Folge)
- 2010: Good Wife (The Good Wife, Fernsehserie, eine Folge)
- 2011: Blue Bloods – Crime Scene New York (Blue Bloods, Fernsehserie, eine Folge)
- 2011: Escapee – Nichts kann ihn stoppen (Escapee)
- 2011: Underground – Tödliche Bestien (Underground)
- 2012: Alter Ego – Große Helden, noch größere Probleme (Alter Egos)
- 2012–2013: 666 Park Avenue (Fernsehserie, 2 Folgen)
- 2013: Lucky 7 (Fernsehserie, 8 Folgen)
- 2013: Dumb Girls (Fernsehfilm)
- 2014: Chicago Fire (Fernsehserie, 5 Folgen)
- 2014: Red Butterfly
- 2014: The Gift (Kurzfilm)
- 2015: Man lernt nie aus (The Intern)
- 2015: The Adversaries (Fernsehfilm)
- 2015–2017: The Walking Dead (Fernsehserie, 4 Folgen)
- 2016: Long Nights Short Mornings
- 2016: Bleed for This
- 2017: Noches con Platanito (Fernsehserie, eine Folge)
- 2017–2018: The Arrangement (Fernsehserie, 20 Folgen)
- 2018: Erase (Fernsehfilm)
- 2019: Mrs. Fletcher (Fernsehserie, 2 Folgen)
- 2020–2023: Fear the Walking Dead (Fernsehserie)